# David Oteo
David Oteo (27 de julho de 1973) é um ex-futebolista mexicano que atuava como defensor.

## Carreira
David Oteo representou a Seleção Mexicana de Futebol nas Olimpíadas de 1996. Competiu na Copa América de 2004.